# Constance Reid
Constance Bowman Reid ( San Luis, Misuri, 3 de enero de 1918 – 14 de octubre de 2010) fue una divulgadora estadounidense de las matemáticas. Autora de varias biografías de matemáticos y libros populares sobre matemáticas. Recibió varios premios por su exposición matemática, y aunque no era matemática provenía de una familia matemática, una de sus hermanas fue la matemática Julia Robinson.

## Trayectoria
Constance Reid se licenció en 1938 en Artes en la Universidad Estatal de San Diego y terminó un máster en Educación de la Universidad de California, Berkeley en 1949. Trabajó como profesora de inglés y periodismo de 1939 a 1950, y como escritora independiente desde entonces. Siempre ha dicho que quiso ser escritora aunque tardó un tiempo en encontrar su tema. 
Su primer trabajo publicado de Constance Reid fue un libro de memorias de su trabajo en una fábrica de bombarderos de la Segunda Guerra Mundial, Slacks and Calluses, publicado en 1944 además de publicar un cuento.
En 1952 escribió el artículo Perfect numbers en este artículo sobre números perfectos para Scientific American Constance Reid comentó en una entrevista que algunos lectores se opusieron a ella como autora:

"Pero los lectores (tal vez, solo un lector, ahora lo he olvidado) objetaron que los artículos de Scientific American deberían ser escritos por autoridades en sus campos y no por amas de casa. "  : 272

El artículo de Scientific American dio lugar a una invitación de Robert L. Crowell de la editorial Thomas Y. Crowell Co. para escribir un pequeño libro sobre números publicado en 1955 como From Zero to Infinity: What Makes Numbers Interesting, y editado en español en 2008 como Del Cero al infinito. Por qué son interesantes los números.
Siguieron otros dos libros de matemáticas en 1959 Introducción a las matemáticas superiores para el lector general  y en 1963 A Long Way from Euclid. Después de escribir estos libros, sintió que se le habían acabado las ideas, y su hermana Julia Robinson le sugirió que debería actualizar la colección de biografías matemáticas de Eric Temple Bell, Men of Mathematics.  Viajó a Göttingen para absorber algo de cultura matemática y decidió escribir una biografía completa de David Hilbert, a quien consideraba el matemático más grande de la primera mitad del siglo XX. : 1489 Su hermana Julia Reid la animó en este proyecto ya que había investigado sobre el décimo problema de Hilbert, y la biografía se publicó en 1970 como Hilbert. La biografía de Hilbert fue un éxito entre los matemáticos, y su siguiente libro fue una biografía de otra figura de Göttingen, Richard Courant, publicado en 1976 como Courant en Göttingen y Nueva York. En 1982 su siguiente libro publicado fue una biografía del estadístico matemático Jerzy Neyman, quien al igual que Courant había emigrado a los Estados Unidos y había construido allí una nueva carrera. : 279 
Intentó  escribir además la biografía de Eric Temple Bell que resultó inesperadamente difícil, ya que había sido muy reservado sobre sus primeros años de vida. Constance Reid descubrió que Bell, oriundo de Escocia, de joven había pasado doce años en los Estados Unidos pero nunca se lo había revelado a su esposa ni a su hijo. El libro resultante, The Search for ET Bell, publicado en 1993, es más una historia de detectives que una verdadera biografía. : 354 
Su hermana Julia Reid gradualmente se hizo más famosa y fue elegida miembro de la Academia Nacional de Ciencias de los Estados Unidos en 1976 y presidenta de la Sociedad Matemática Estadounidense en 1983. Varias personas le sugirieron a Constance que escribiera una biografía sobre ella pero Julia Reid siempre se negó a cooperar porque sentía que las biografías científicas deberían tratar sobre ciencia, no sobre personalidades. En 1985, cuando Julia Reid se estaba muriendo, se relajó lo suficiente como para permitir que Constance Reid escribiera un bosquejo biográfico de ella, publicado después de la muerte de Julia como La autobiografía de Julia Robinson escrita en primera persona como si fuera Julia Reid quien escribía. El boceto se publicó con material adicional como libro en 1996, Julia: A Life in Mathematics.
Constance Reid falleció en octubre de 2010 tras una larga enfermedad.

### Publicaciones
- «Perfect Numbers». Scientific American. March 1953. ISSN 0036-8733.
- Reid, Constance; Robinson, Julia (1986). «The Autobiography of Julia Robinson». College Mathematics Journal (Mathematical Association of America) 17 (1): 2-21. doi:10.2307/2686866.
- From zero to infinity. What makes numbers interesting. Fifth edition. Fiftieth anniversary edition. A K Peters, Ltd., Wellesley, MA, 2006. xviii+188 pp. ISBN 1-56881-273-6[9]
- Introduction to Higher Mathematics: For the General Reader. New York: Thomas Y. Crowell. 1959.
- A long way from Euclid. Reprint of the 1963 original. Dover Publications, Inc., Mineola, NY, 2004.  ISBN 0-486-43613-6
- Courant in Göttingen and New York. The story of an improbable mathematician. Springer-Verlag, New York–Heidelberg, 1976. ISBN 0-387-90194-9 Reprint of the 1976 original: Copernicus, New York, 1996.  ISBN 0-387-94670-5[10]
- Neyman. Reprint of the 1982 original. Springer-Verlag, New York, 1998. ISBN 0-387-98357-0
- Hilbert. Reprint of the 1970 original. Copernicus, New York, 1996. ISBN 0-387-94674-8
- Julia. A life in mathematics. MAA Spectrum. Mathematical Association of America, Washington, DC, 1996. ISBN 0-88385-520-8
- The Search for E. T. Bell : Also Known as John Taine. Mathematical Association of America, Washington, DC, 1993. ISBN 0-88385-508-9[11]
- Slacks and Calluses: Our Summer in a Bomber Factory (autobiography) Smithsonian Institution Press, Washington, DC, 1999. Reprint of Longmans, Green, New York, 1944 edition. ISBN 1-56098-368-X.

## Premios
- En 1987 Premio George Pólya de la Asociación Matemática de América   por su artículo La autobiografía de Julia Robinson.[12]
- En 1996 Premio del Libro Beckenbach de la Asociación Matemática de América  por su libro The Search for ET Bell, también conocido como John Taine.[13]
- En 1998 Premio de Comunicaciones de la Junta de Política Conjunta para Matemáticas por el cuerpo de su trabajo para llevar información matemática precisa a audiencias no matemáticas.[6][14]